# Marit Bjørgen
Marit Bjørgen (Trondheim, 21. ožujka 1980.) norveška sportašica u skijaškom trčanju, višestruka olimpijska i svjetska prvakinja, jedna od najistaknutijih sportašica u skijaškom trčanju svih vremena.
Rodila se 21. ožujka 1980. godine u gradu Trondheimu, u Norveškoj. U dobi od 21 sudjelovala je na Zimskim olimpijskim igrama u Salt Lake Cityiju 2002. godine, gdje je bila druga u štafeti 4x5 km. Na Zimskim olimpijskim igrama u Torinu 2006. osvojila je srebrnu medalju na 10 km slobodno i završila četvrta u štafeti 4x5 km. Na Zimskim olimpijskim igrama 2010. održanima u Vancouveru osvojila je pet olimpijskih medalja, i to u svim disciplinama u kojima je sudjelovala: zlatnu medalju na 15 km dohvatno, klasičnome sprintu i utrci štafeta 4x5 km, kao i srebrnu medalju na 30 km masovni start i brončanu medalju na 15 km dohvatno. Na Olimpijskim igrama u ruskom Sočiju 2014. godine, osvojila je tri zlatne medalje: na 15 km dohvatno, 30 km masovni start i u ekipnom natjecanju. Na Olimpijskim igrama u Pjongčangu 2018. osvojila je srebro na 15 km dohvatno i broncu na 10 km slobodno.
Tijekom svoje karijere osvojila je čak dvadeset i šest medalja na Svjetskim prvenstvima u skijaškom trčanju od 2003. do 2017., od toga čak osamnaest zlatnih medalja.
Osvajanjem pet odličja na Olimpijskim igrama u Pjongčangu srušila je rekord osvojivši sveukupno 15 odličja na Zimskim olimpijskim igrama, a s osam zlatnih odličja na Olimpijskim igrama se na popisu svih vremena izjednačila sa svojim sunarodnjacima biatloncem Ole Einar Bjørndalenom i skijašem-trkačem Bjørnom Dæhliem.